# Lutraria oblonga
Espèce
Synonymes
- Lutraria lutraria var. jeffreysi de Gregorio, 1885[1]
- Lutraria magna (da Costa, 1778)[1]
- Lutraria oblonga var. altavillensis de Gregorio, 1885[1]
- Lutraria oblonga var. tarantensis de Gregorio, 1885[1]
- Lutraria solenoides Lamarck, 1801[1]
- Mactra hians Montagu, 1803[1]
- Mactra hians Pulteney, 1799[1]
- Mya oblonga Gmelin, 1791[1]

Lutraria oblonga est une espèce de mollusques bivalves de la famille des Mactridae.
Valve droite et gauche du même spécimen:

Valve droite
Valve gauche